# Zoar (Südafrika)
Zoar (hebräisch; deutsch: „die Kleine“) ist eine Kleinstadt in der Gemeinde Kannaland, Distrikt Garden Route, Provinz Westkap in Südafrika. Die Stadt mit 4659 Einwohnern (Stand 2011) liegt 350 Kilometer östlich von Kapstadt in 566 Meter Höhe über dem Meeresspiegel an der Route 62 zwischen Ladismith und Calitzdorp.

## Geschichte
Zoar wurde 1817 durch  P. J. Joubert auf der Farm Elandsfontein für die South African Missionary Society gegründet. Er verwaltete die Missionsstation bis 1833. Dann ging die Verwaltung über auf zwei Missionare der Berliner Missionsgesellschaft. 1843 ging Zoar offiziell an diese Gesellschaft. 1856 wurde Zoar wieder an die South African Missionary Society zurückgegeben. Das Nachbardorf Amalienstein ist ebenfalls eine ehemalige Missionsstation der Berliner Missionsgesellschaft.

## Sonstiges
Ursprünglich bezeichnet Zoar eine Kleinstadt in der südlichen Jordanebene. Diese Stadt wird bereits in der Bibel erwähnt. Lot, der Neffe Abrahams, fand dort Zuflucht.
Ebenfalls 1817 wurde die Siedlung Zoar im US-Bundesstaat Ohio von württembergischen Radikalpietisten gegründet.